# Ченате-Сопра
Ченате-Сопра (італ. Cenate Sopra) — муніципалітет в Італії, у регіоні Ломбардія,  провінція Бергамо.
Ченате-Сопра розташоване на відстані близько 480 км на північний захід від Рима, 60 км на північний схід від Мілана, 12 км на схід від Бергамо.
Населення — 2549 осіб (2014).

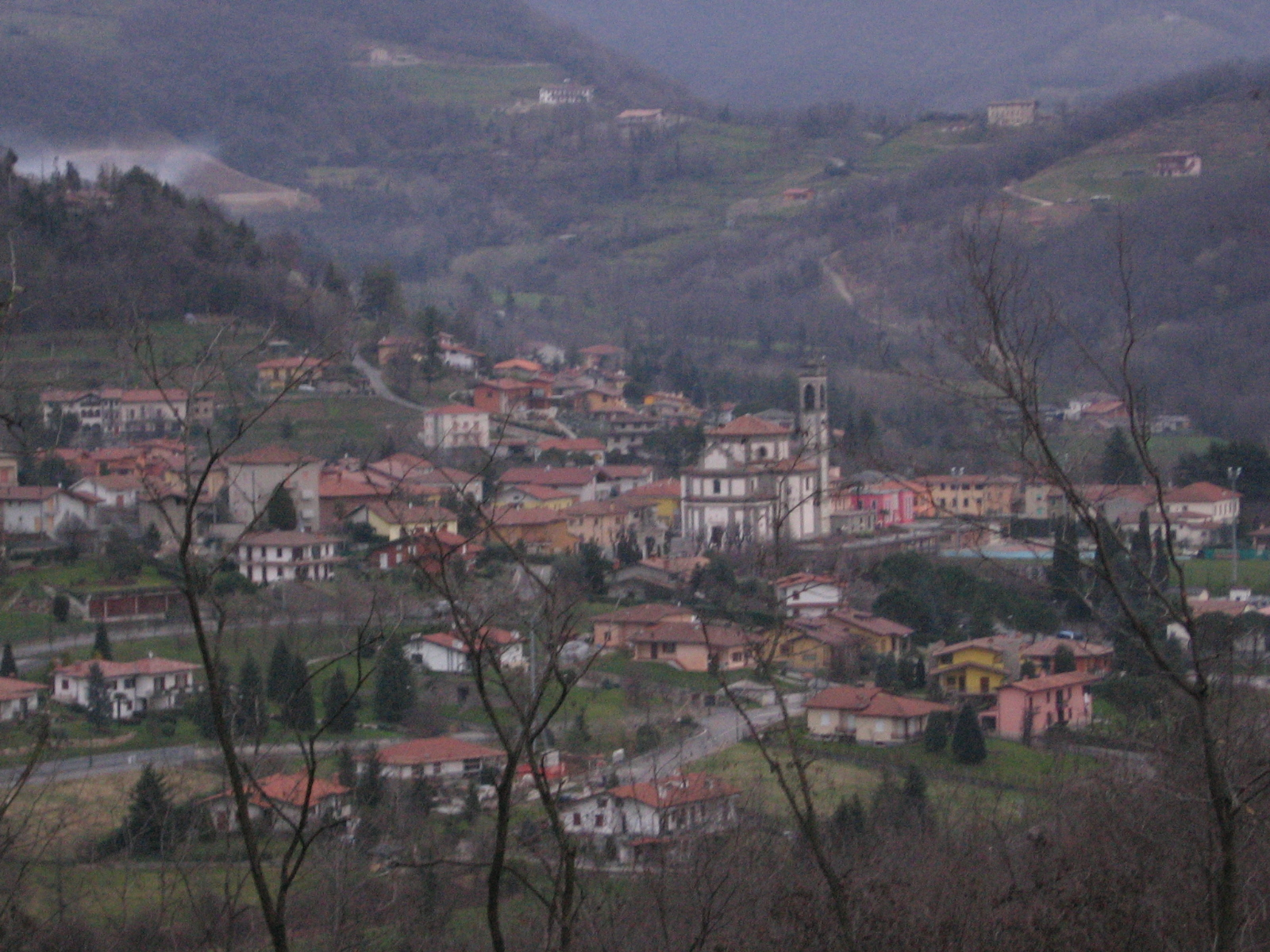

Щорічний фестиваль відбувається 10 листопада. Покровитель — San Leone Magno.

## Демографія
Населення за роками:

Станом на 1 січня 2023 року в муніципалітеті офіційно проживали 102 іноземці з 23 країн, серед них 39 громадян країн Євросоюзу та 4 громадяни України.

## Сусідні муніципалітети
- Альбіно
- Ченате-Сотто
- Прадалунга
- Сканцорошіате
- Трескоре-Бальнеаріо